# Diospyros aurea
Diospyros aurea är en tvåhjärtbladig växtart som beskrevs av Johannes Elias Teijsmann och Simon Binnendijk. Diospyros aurea ingår i släktet Diospyros och familjen Ebenaceae. Inga underarter finns listade i Catalogue of Life.